# دورا بودونی
دورا بودونی (مجاری: Dóra Bodonyi؛ زادهٔ ۳ نوامبر ۱۹۹۳) قایقران کانو زن اهل مجارستان است.
وی در مسابقات کشوری و بین‌المللی در مجموع برندهٔ ۱۱ مدال طلا، ۲ مدال نقره، ۲ مدال برنز شده‌است.